# Тервел (город)
Тервел (болг. Тервел) — город в Болгарии. Находится в Добричской области, входит в общину Тервел. Население составляет 6379 человек (2022).

## Политическая ситуация
Кмет (мэр) общины Тервел — Живко Жеков Георгиев (Болгарская социалистическая партия (БСП)) по результатам выборов в правление общины.